# 圆面包

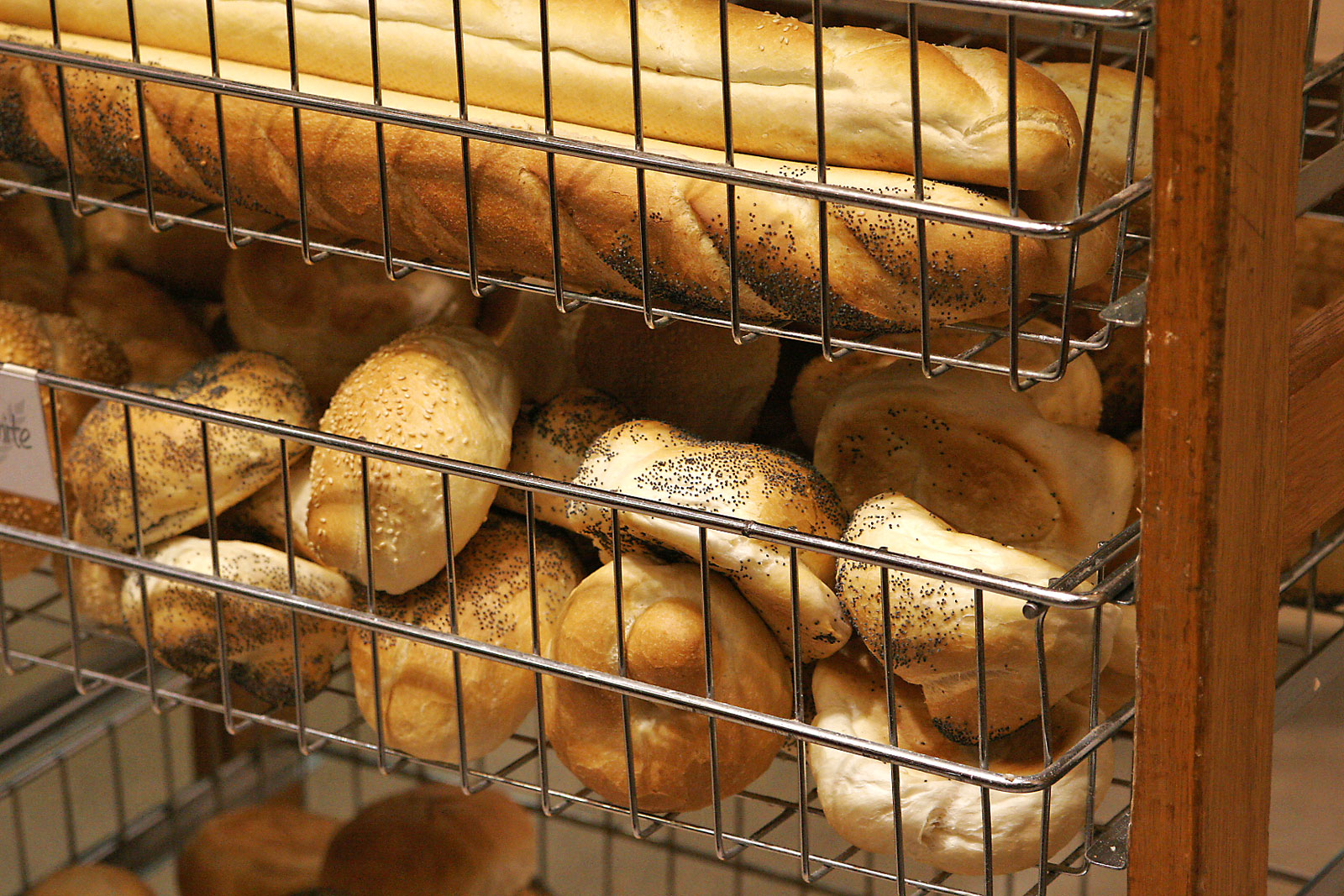
一间面包房的圆面包

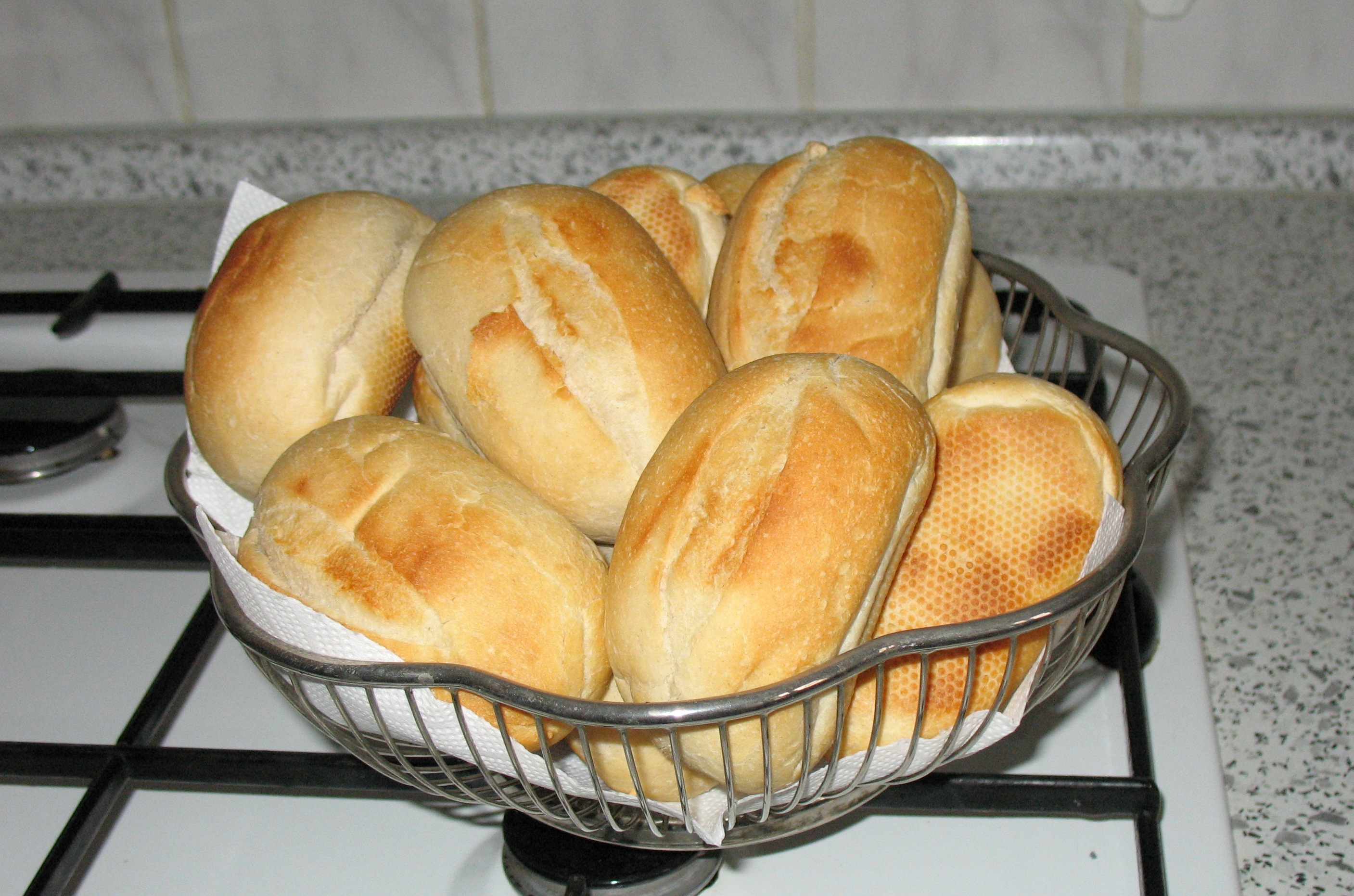
普通圆面包

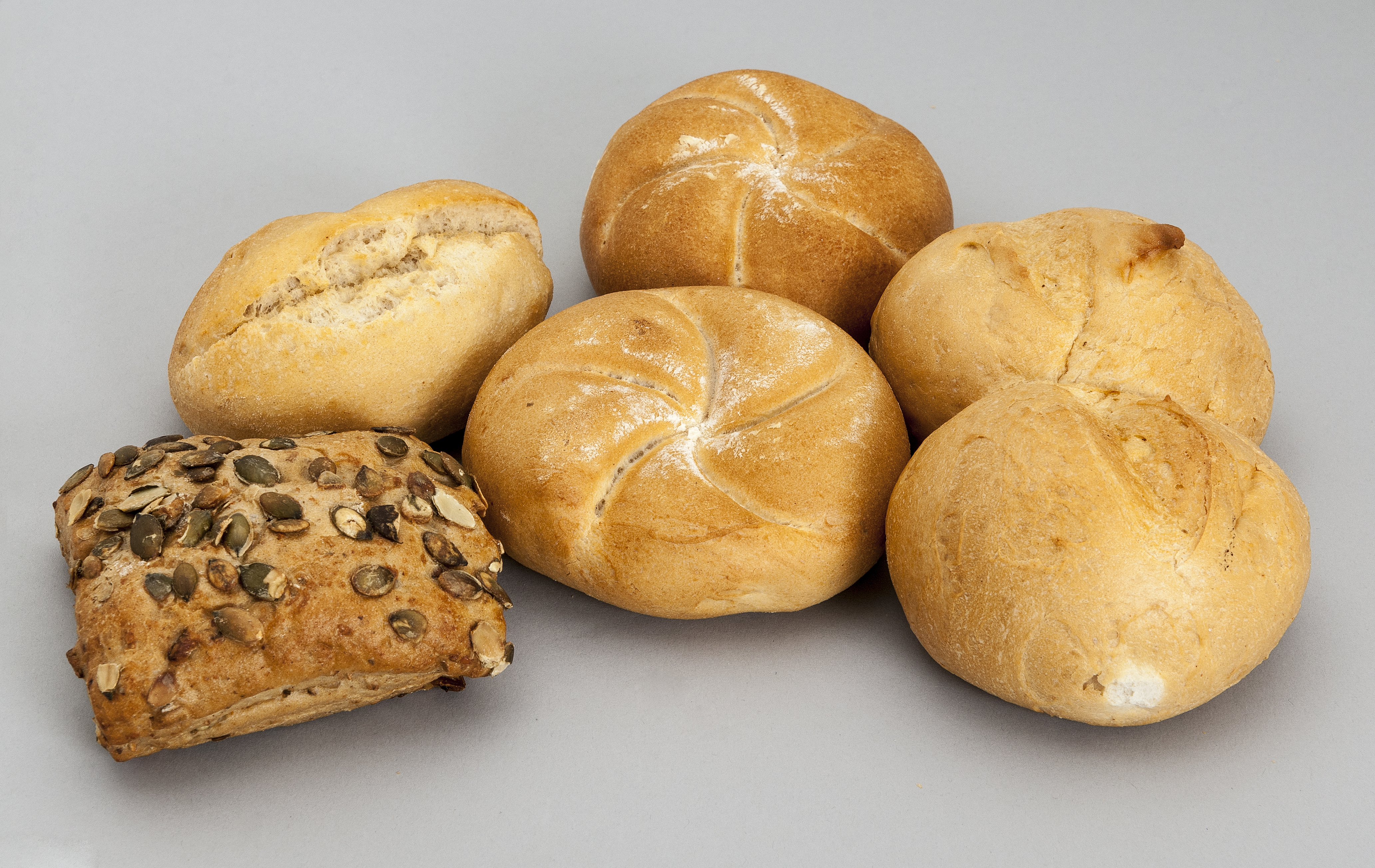

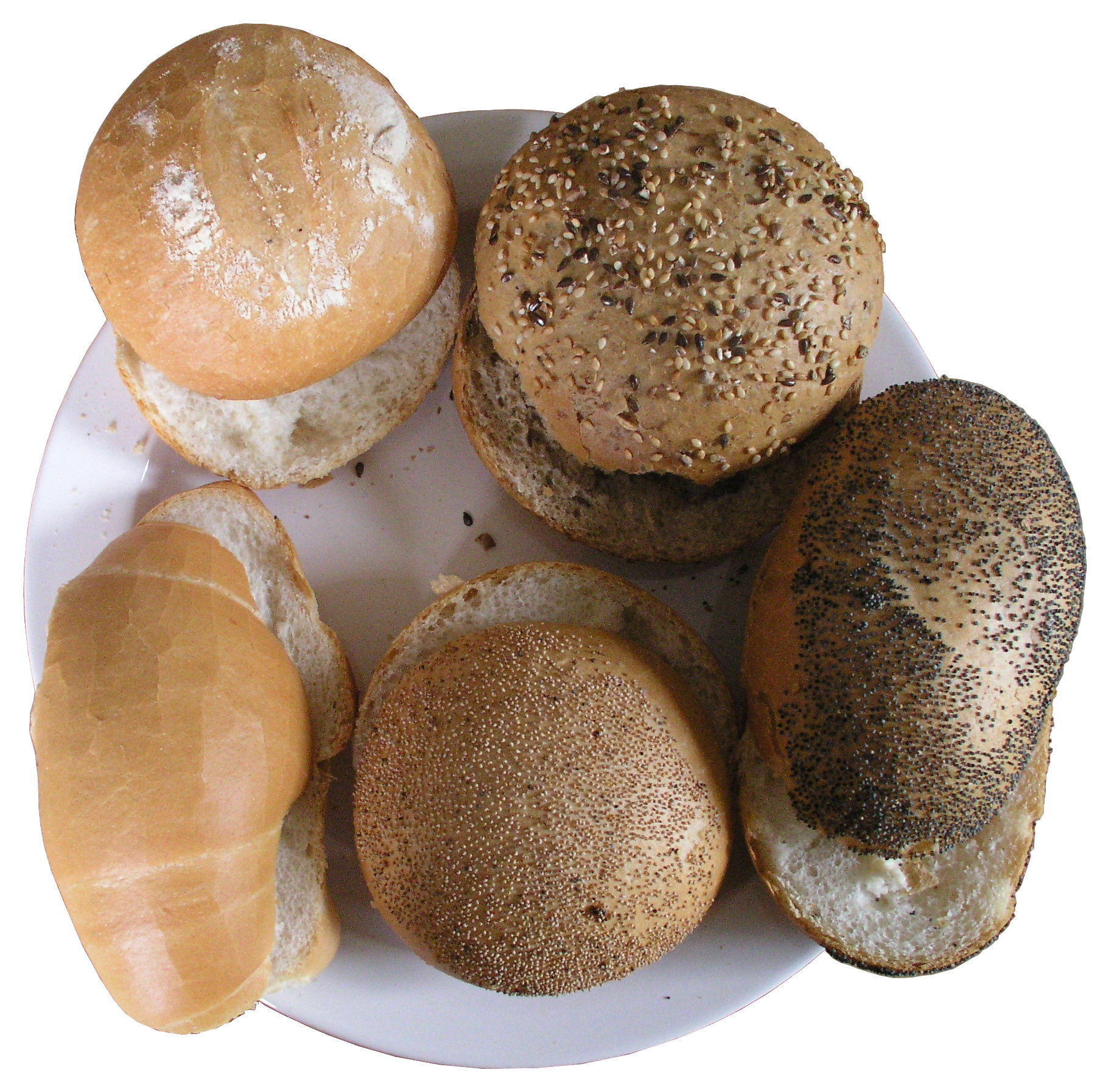
丹麦一家面包房的圆面包，从右上方顺时针起：意大利圆面包、粗圆面包、手工圆面包、普通圆面包、Giffel

圆面包（英語：Bread roll），又叫面包卷，指一大种类的圆形面包，通常由小麦面粉制成。圆面包通常用来佐餐，在一些北欧国家也作早餐。

## 种类
典型的圆面包包括:
- 手工圆面包
- 西班牙圆面包
- 早餐卷
- 晚餐卷

广义的圆面包：
小圆面包
玛芬

## 烤制圆面包

烤制圆面包
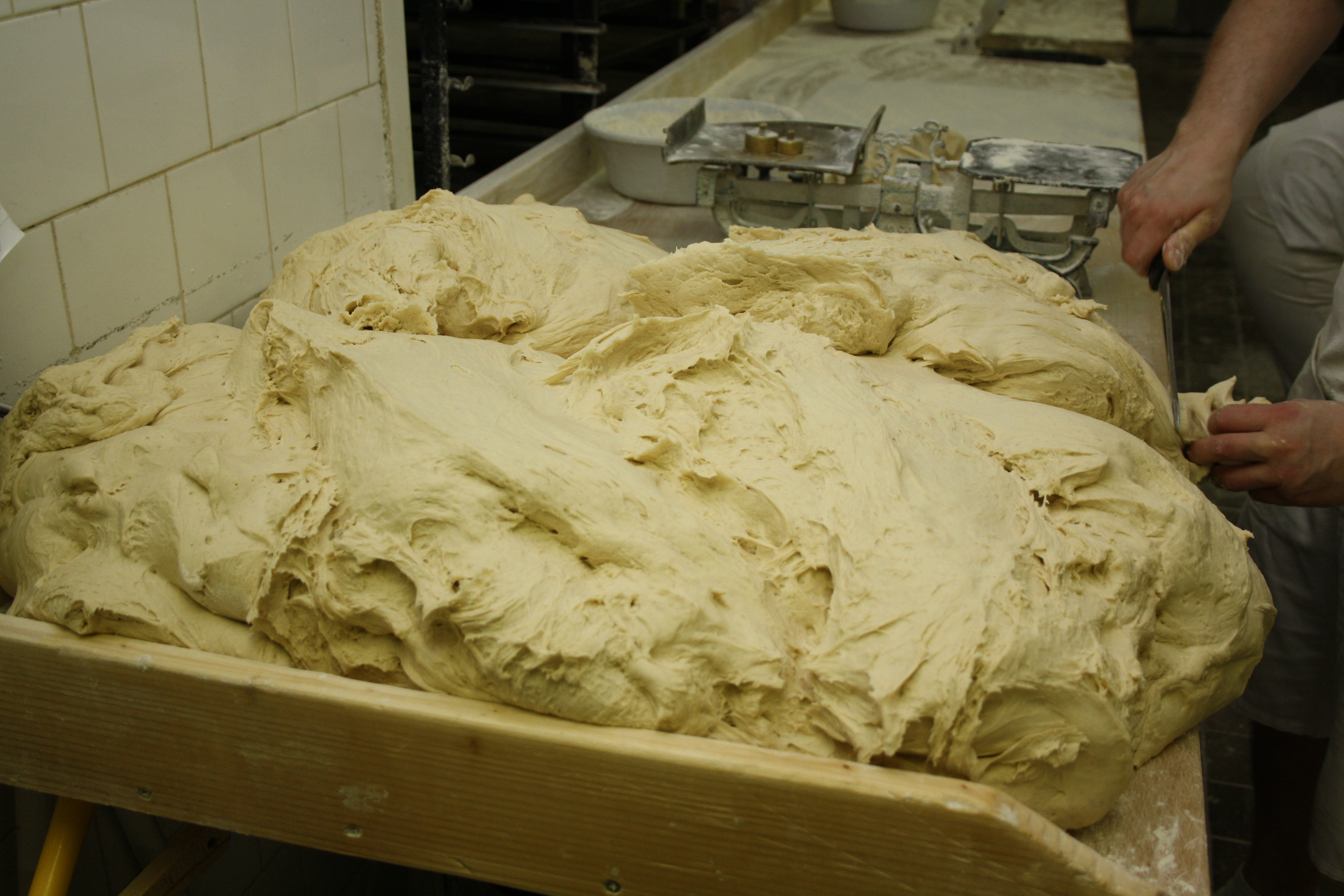
1/9
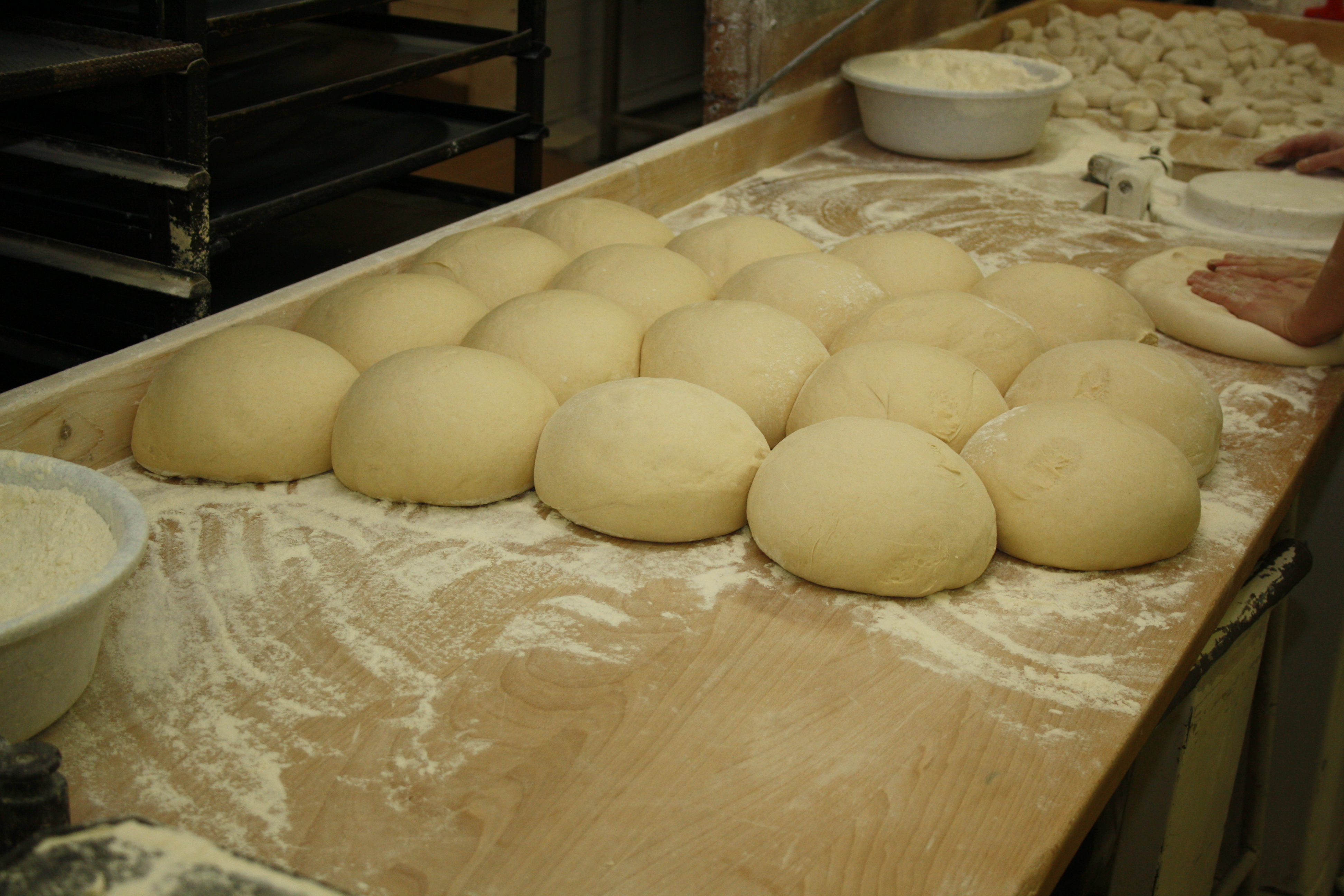
2/9
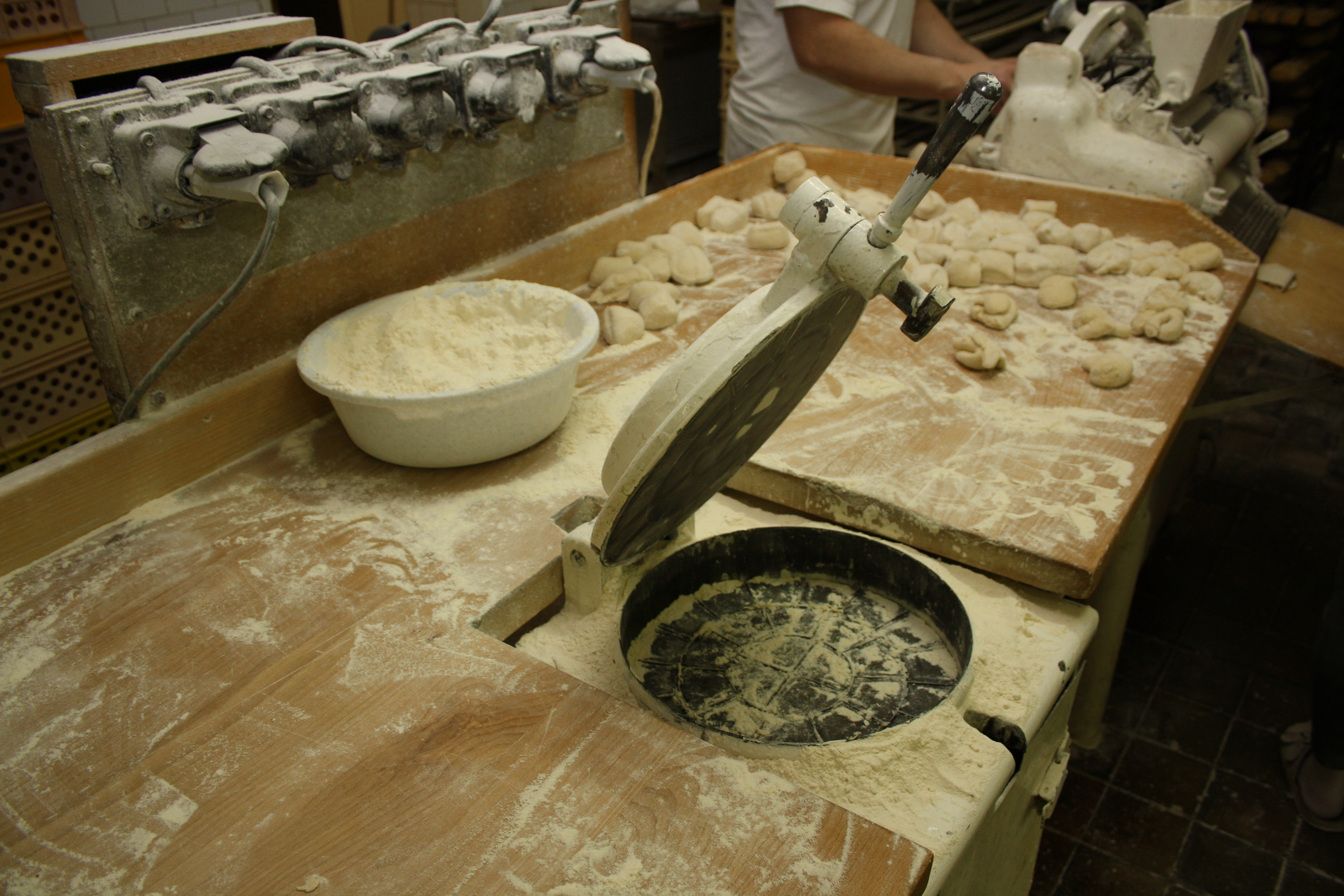
3/9
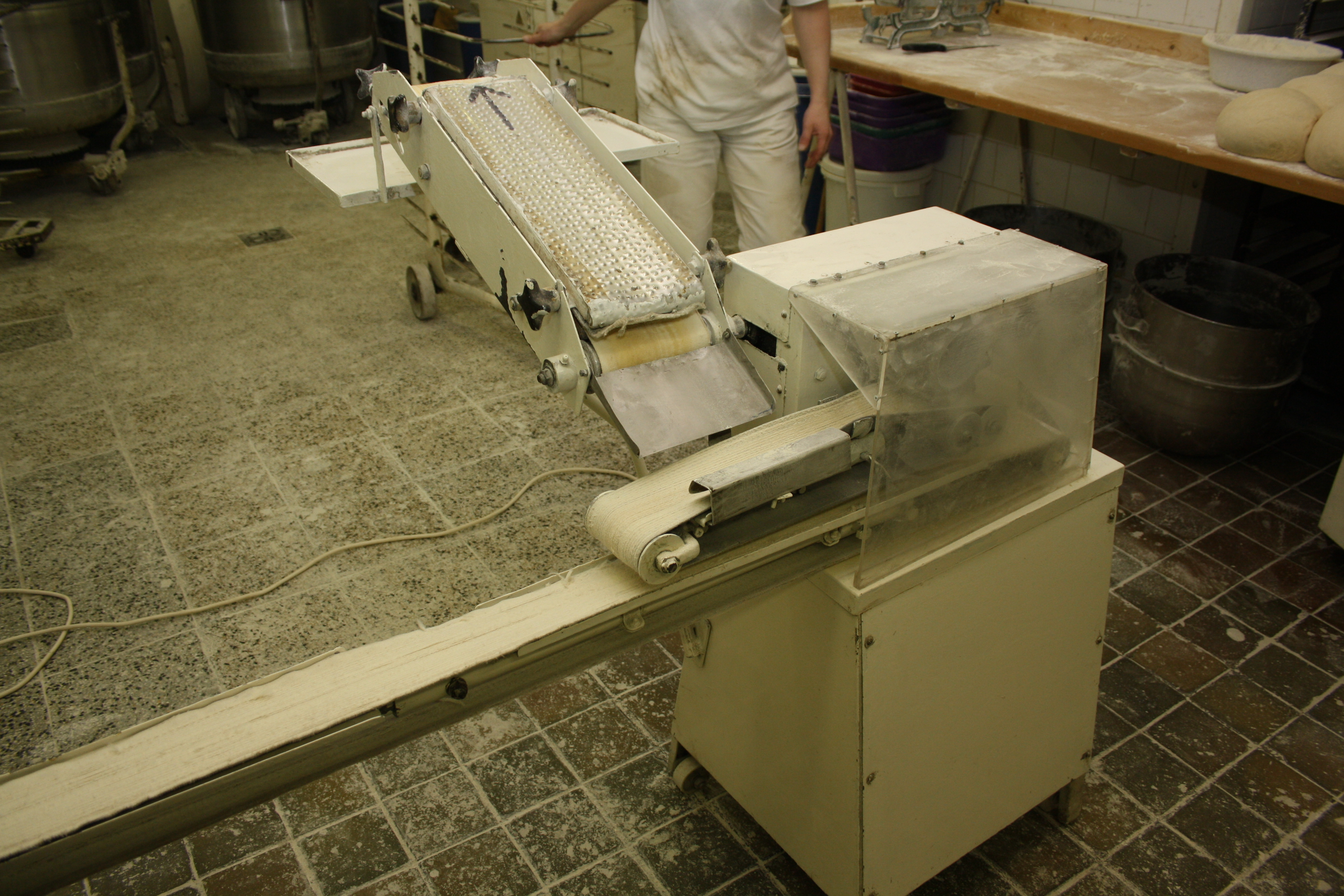
4/9
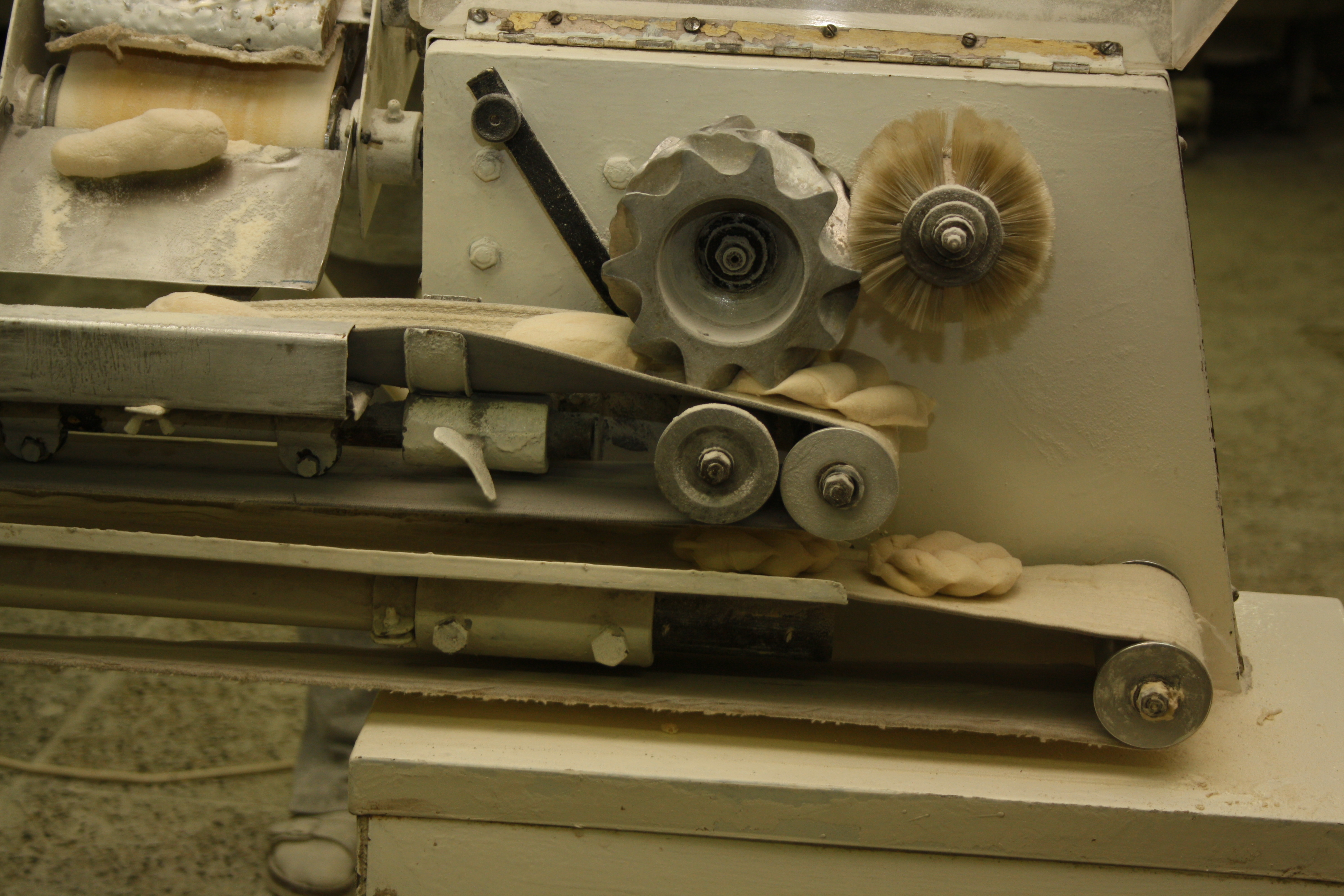
5/9
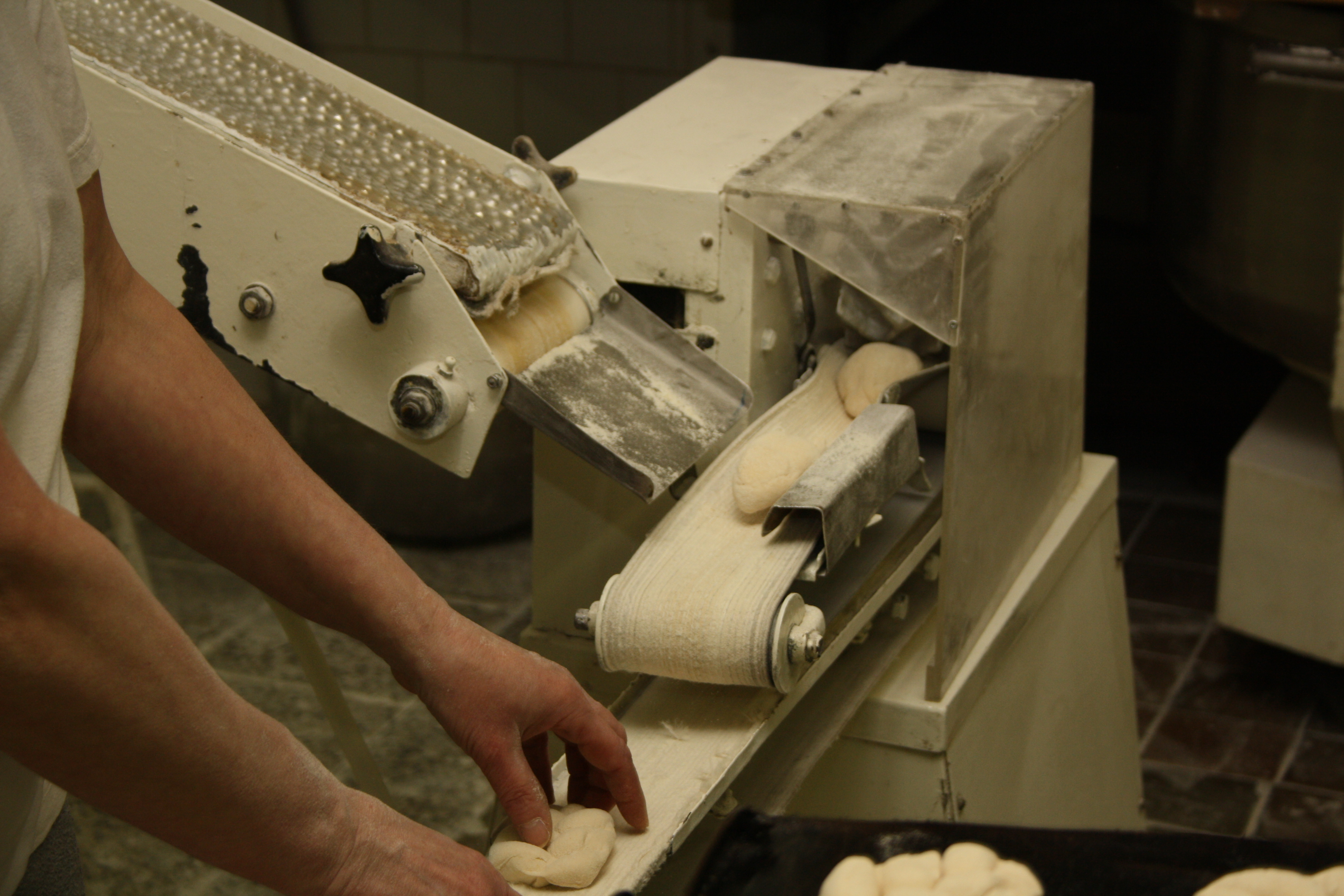
6/9
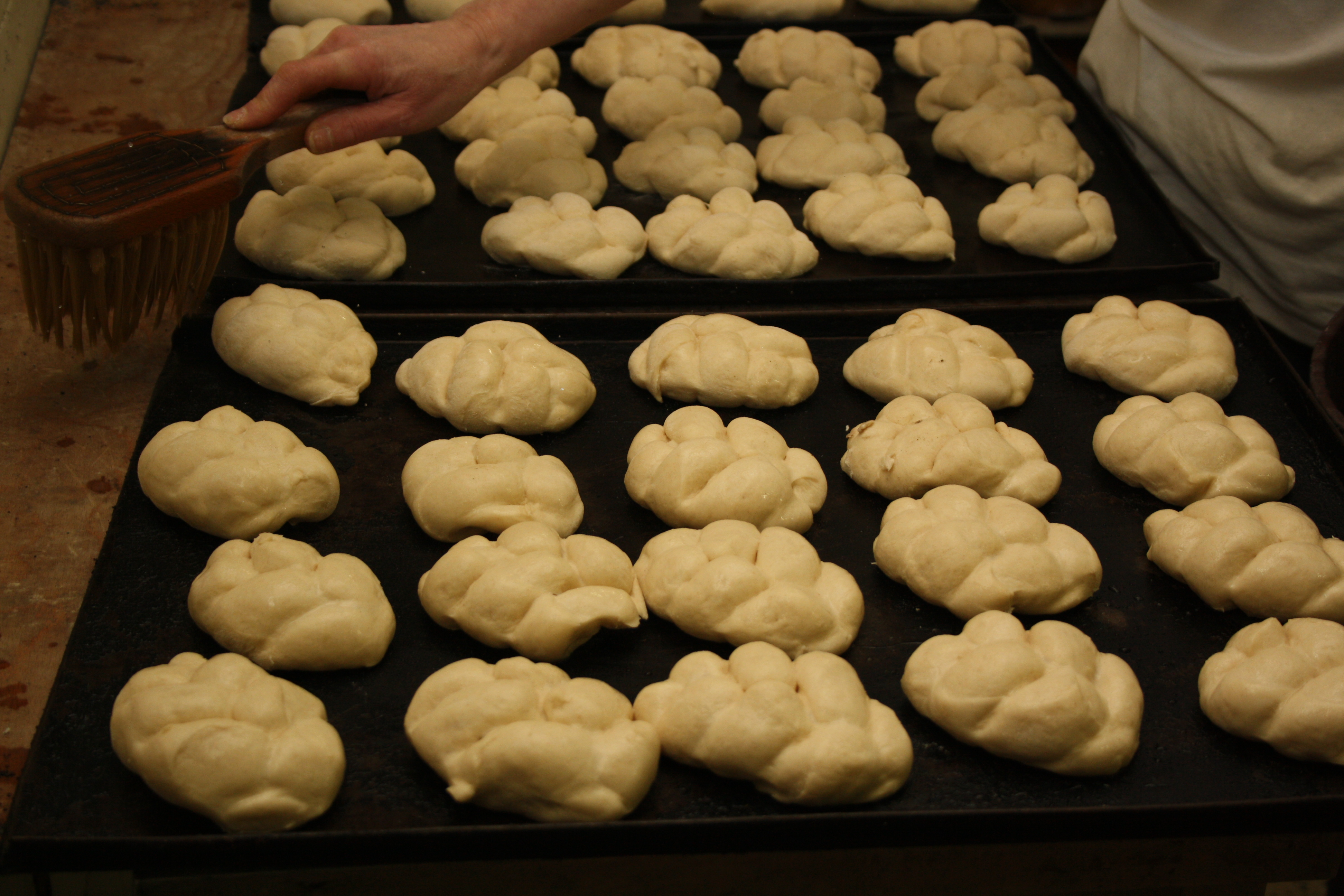
7/9
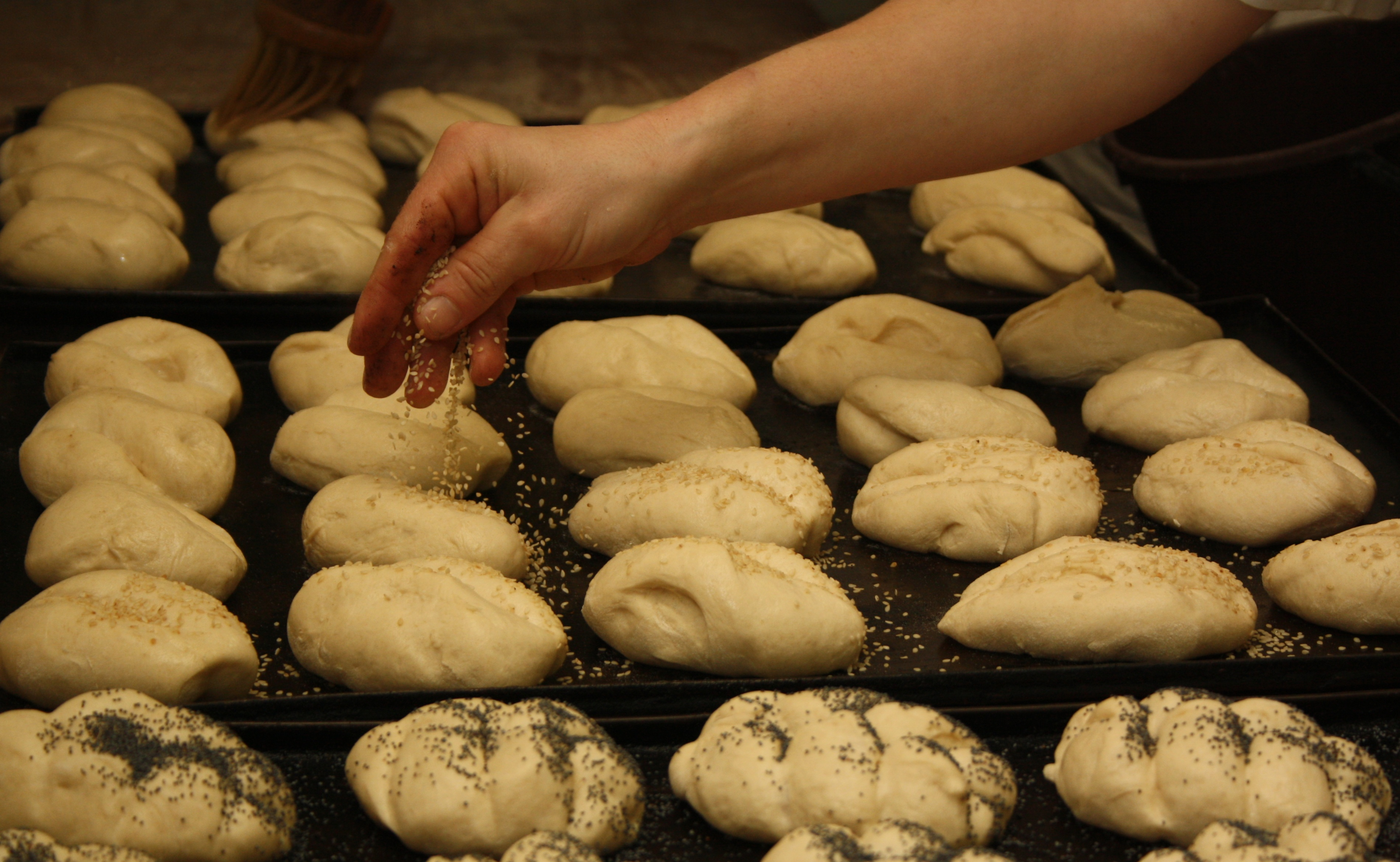
8/9
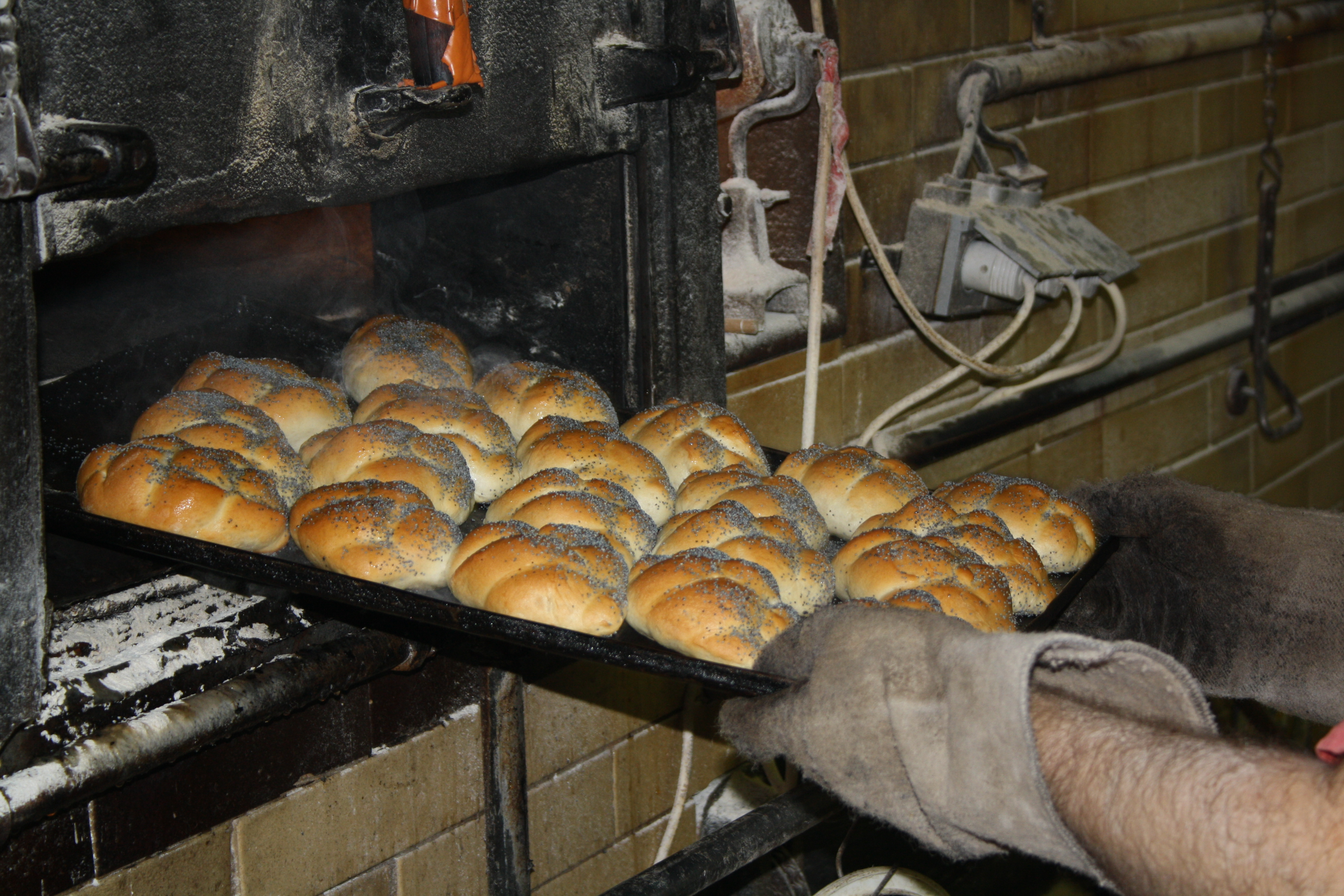
9/9